# Pietro D'Amico
Pietro D'Amico (Vibo Valentia, 12 marzo 1951 – Basilea, 11 aprile 2013) è stato un magistrato italiano.

## Biografia
Iniziò a lavorare come magistrato di sorveglianza presso il Tribunale di Varese, con competenze per le province di Varese, Como e Sondrio. Successivamente svolse le funzioni di Pretore presso il mandamento di Cetraro (Tribunale di Paola).
Dal 1985 fu destinato per due anni al Ministero di Grazia e Giustizia con funzioni amministrative. Dalla fine del 1987 al 1992 fu magistrato di sorveglianza a Reggio Calabria e poi, fino al 1994, svolse l'incarico di giudice nel Tribunale di Catanzaro.
Dal 1994 al 1996 fu componente della commissione esaminatrice del concorso per esami a uditore giudiziario. Nel 1995 fu inoltre assegnato alla Procura generale di Catanzaro con funzioni di Sostituto Procuratore Generale, ruolo che ricopri fino al 2010, quando si dimise dalla magistratura.
Nel 2013, a causa di una grave depressione, decise di suicidarsi. Si recò in Svizzera, scegliendo di morire per suicidio assistito. In seguito, l'autopsia disposta dalla magistratura avrebbe scoperto un errore nella diagnosi alla base della scelta. Essendo illegale il suicidio assistito per semplice depressione, il magistrato ha dovuto falsificare la diagnosi del suo medico. 

## Opere
- Pietro D'Amico, Crisi della giustizia tra positivismo ed empirismo giuridico, in L'altra Calabria, 1997.
- Pietro D'Amico, Evoluzione del pensiero giuridico nella storia della filosofia, Firenze Atheneum, 1996, ISBN 88-7255-115-3.
- Pietro D'Amico, Common Law, Giappichelli Editore, 2005, ISBN 88-348-5470-5.
- Pietro D'Amico, Diritto privato romano: comparato con il moderno, Edizioni Giuridiche Simone, 2000, ISBN 88-244-1675-6.
- Pietro D'Amico, Michele Roccisano, Storia della filosofia del diritto, Edizioni Giuridiche Simone, 2001, ISBN 88-244-9726-8.
- Pietro D'Amico, Preghiere ebraiche, Rubbettino Editore, 2007, ISBN 88-498-1891-2.
- Pietro D'Amico, Il delitto Rodinò, Calabria Letteraria, 2006, ISBN 88-7574-080-1.